# گلکس

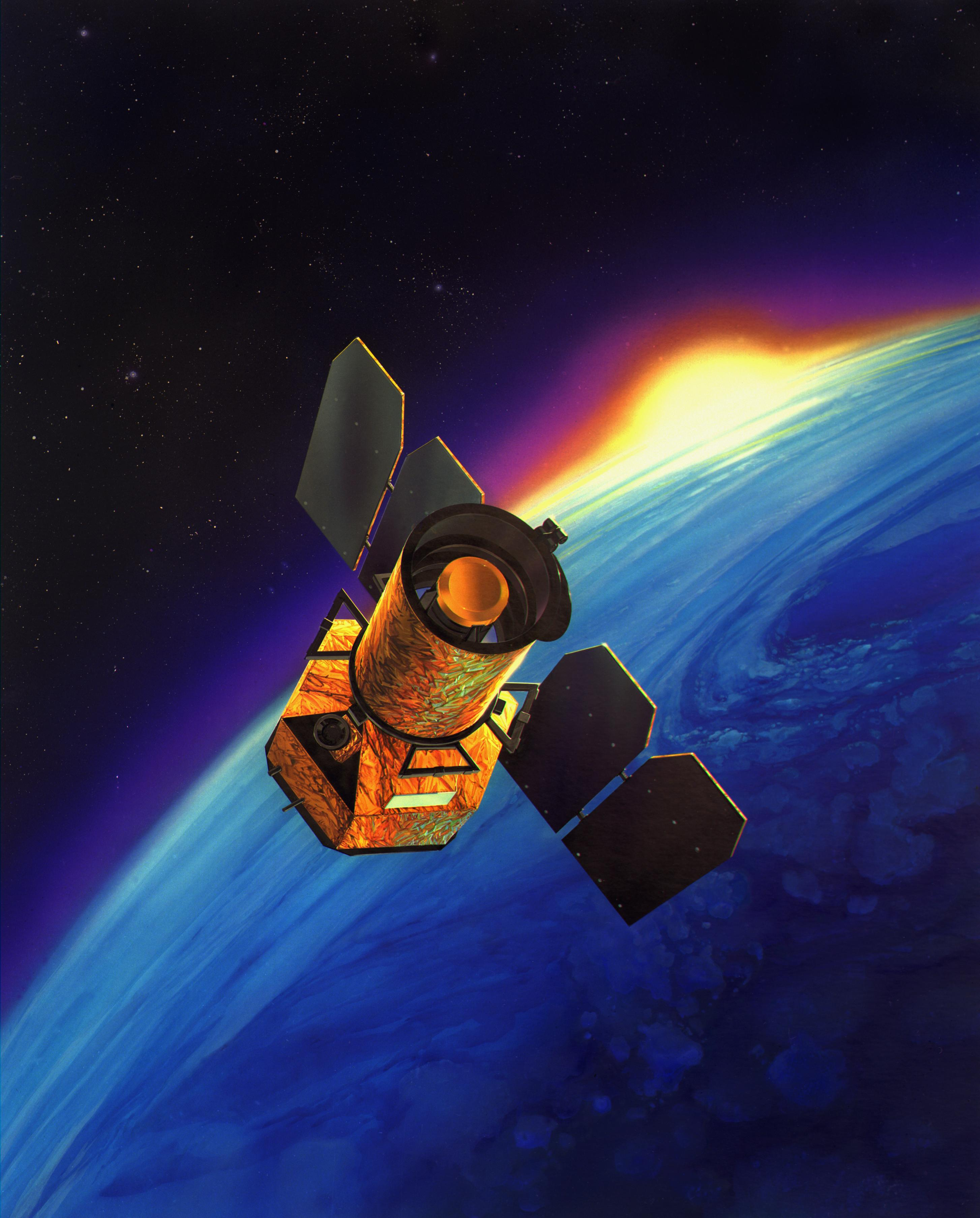
انگاشت هنری از گلکس

کاوشگر تکامل کهکشان‌ها(به انگلیسی: Galaxy Evolution Explorer) یک تلسکوپ فضایی است که در نور فرابنفش کار کرده و در ۲۸ آوریل ۲۰۰۳ در مداری به فاصله ۶۹۷ کیلومتر از زمین (و ۲۹ درجه انحراف نسبت به استوا) پرتاب شد.

## نگارخانه

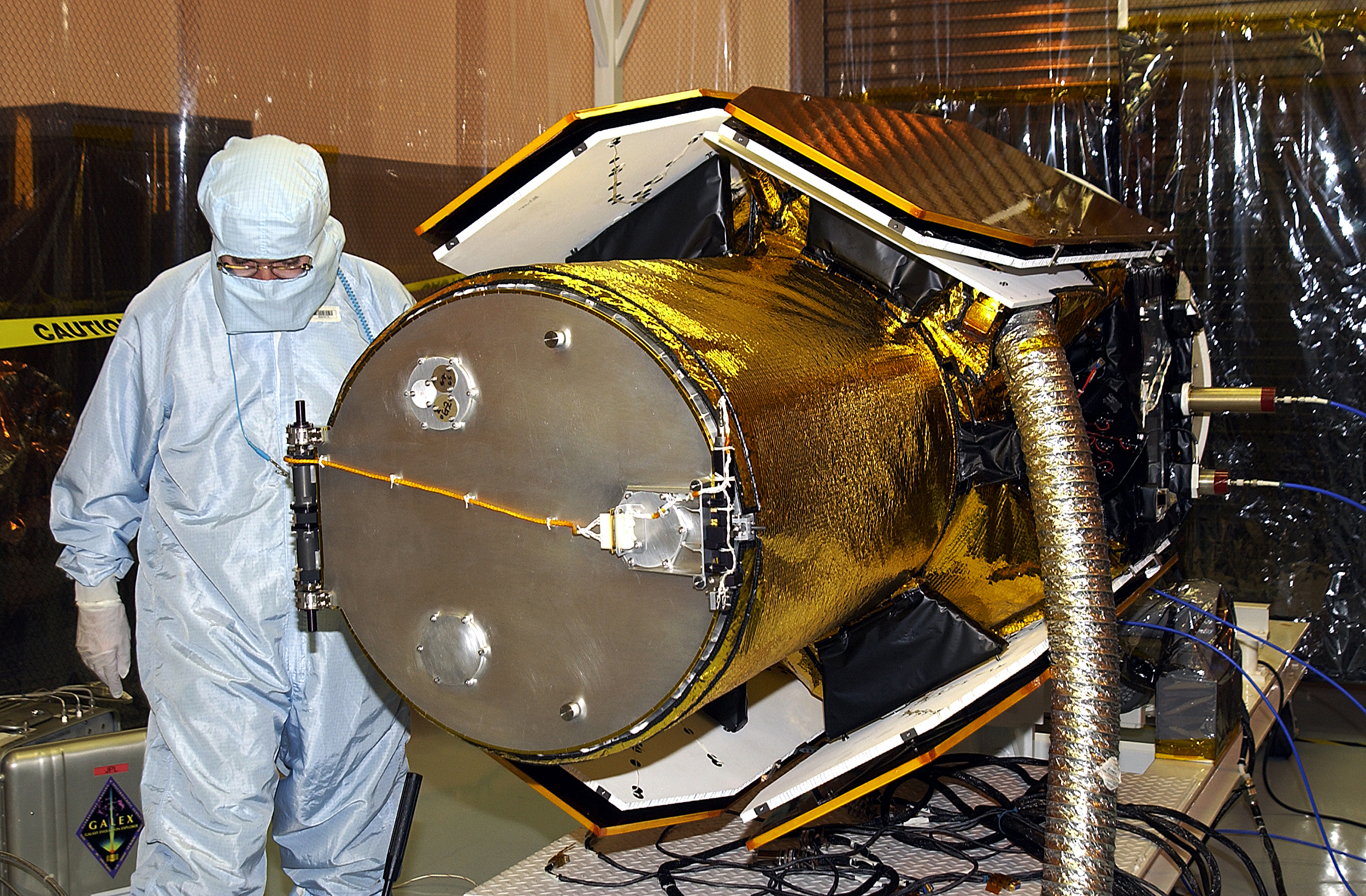
آزمایش قبل از پرتاب گلکس
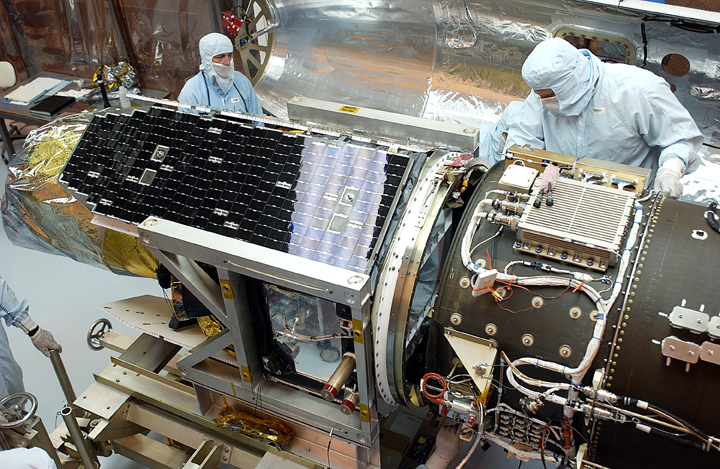
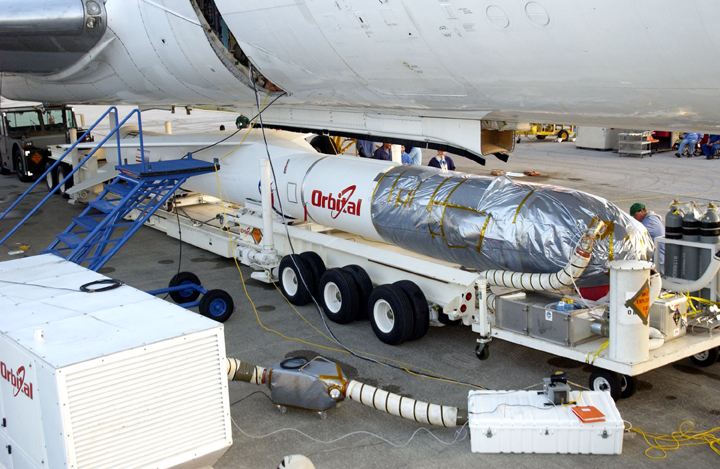
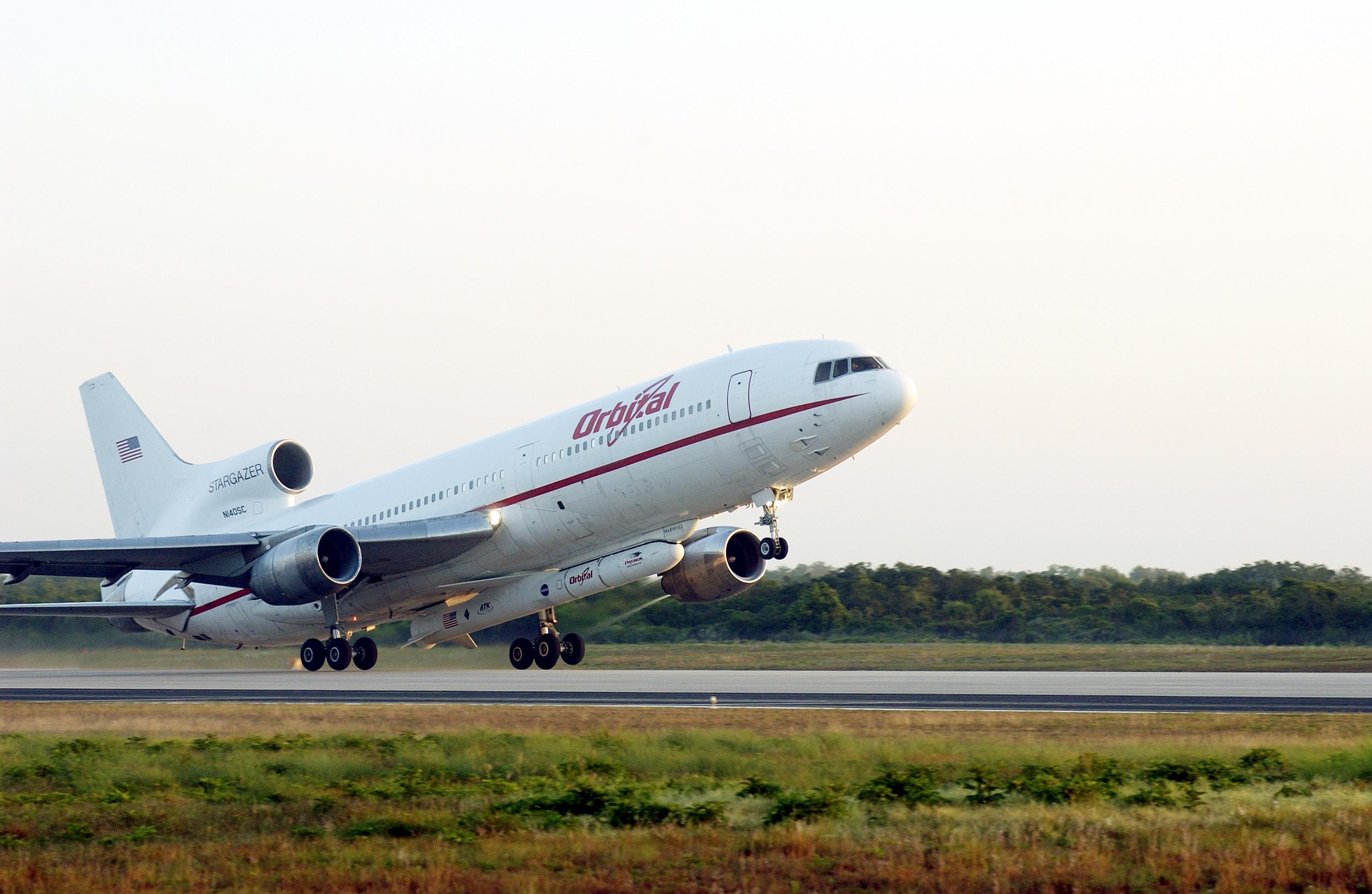